# Funk B
Pour les articles homonymes, voir Funk (homonymie).
Le Funk Model B est un avion de sport et de tourisme américain de l'entre-deux-guerres. Il a été construit en série jusqu'en 1941 par la société Akron Aircraft Co Inc puis de 1946 à 1948 par Funk Aircraft Company.  

## Funk B
Classique monoplan à aile haute contreventée et train classique fixe en conduite intérieure, ce biplace a été dessiné par Pratt Jones sur les idées de Joseph & Howard Funk, qui se prévalaient d'une expérience comme constructeur amateur. Le prototype [X14100] fut présenté aux Miami Air Races en 1937 avec un moteur 3 cylindres en étoile Szekely de 45 ch. Cet appareil a obtenu une certification complète (ATC 715) et fut suivi d'un exemplaire « de série » [NX90] équipé d'un moteur Funk E de 63 ch. Ce dernier était en fait un moteur automobile Ford B modifié. Réimmatriculé [NC9000], cet appareil volait toujours en Californie au début des années 1970 avec son moteur d’origine. La construction en série du Funk B débuta réellement en 1939 après la constitution à Akron, Ohio, d'Akron Aircraft Co Inc. L'appareil était vendu 1 950 U$D.

## Funk B-75L
Version de série apparue en 1939 avec un moteur 4 cylindres à plat Lycoming GO-145-C2 de 75 ch.

### Akron-Funk UC-92
Désignation attribuée par l'US Army Air Force à un Funk B-75L réquisitionné en 1942 dans la zone du canal de Panama [42-79548].

## Funk B-85C Customaire
Proposé également à partir de 1939, ce modèle recevait un moteur Continental C-85-12 de 85 ch.

## Funk B-85L Customaire
Le précédent à moteur Lycoming de 85 ch.

## Funk F-2B
Funk Aircraft Co tenta de relancer en 1946 la production du Funk B-85C avec ce modèle équipé d’une radio et d’un démarreur électrique, donc d’un générateur et d’une batterie. Vendu 3 695 U$D, ce biplace avait à faire face à une forte concurrence d’avions similaires provenant des surplus de l’USAAF. Il aurait pourtant été produit à 232 exemplaires selon les archives de l’usine de Coffeyville, qui a fermé ses portes en 1948. 

## Funk C
Dérivé du Funk B à moteur Continental A-75 de 75 ch qui a reçu une certification de Groupe 2 (ATC 2-564) en 1939.

## Production
365 exemplaires, toutes versions confondues, ont été construites. 213 Funk B figuraient toujours sur le registre civil des aéronefs aux États-Unis en 2008, dont environ 150 en état de vol, et 3 au Canada.